# Aloysius Nieder
Aloysius Nieder SSpS (* 16. März 1903 in Illingen (Saar) als Margareta Nieder; † 15. März 1945 in Santo Tomas (Batangas), Philippinen) war eine deutsche Steyler Missionsschwester und Märtyrin.

## Leben
Margareta Nieder, neuntes von 12 Kindern eines Mützenmachers, besuchte von 1917 bis 1923 das katholische Lehrerinnenseminar in Saarburg. Sie  trat am 9. September 1924 im Alter von 21 Jahren in Steyl in das Missionshaus der Steyler Missionsschwestern ein und begann am 8. Juni 1925 das Noviziat unter dem Ordensnamen Aloysius (nach Aloisius von Gonzaga). Am 9. Juni 1927 legte sie ihre Zeitlichen Gelübde ab. Noch im selben Jahr reiste sie in die Philippinen-Mission nach Manila, wo sie am 8. Mai 1933 ihre Ewigen Gelübde ablegte. Von 1935 bis 1941 wirkte sie, wie zuvor in Manila, im Schuldienst in Bangued und war dort auch Oberin. Im Zuge der Rückeroberung der von den Japanern besetzten Philippinen wurde sie am 15. März 1945 südlich Manila in Santo Tomas, wohin man sich schutzsuchend zurückgezogen hatte, zusammen mit 14 Mitschwestern Opfer eines amerikanischen Bombenangriffs.

## Gedenken
Die Römisch-katholische Kirche in Deutschland hat Schwester Aloysius Nieder als Märtyrin in das deutsche Martyrologium des 20. Jahrhunderts aufgenommen.